# Wiktorian
Wiktorian – łacińskie imię męskie, pierwotnie przydomek utworzony poprzez dodanie przyrostka –ianus do imienia Wiktor. Żeński odpowiednik tego imienia, Wiktoriana, jest notowana w Polsce od średniowiecza.
W Polsce imię pozostaje rzadkie, częściej występuje w zakonach. W styczniu 2025 r. w rejestrze PESEL, wśród publicznie dostępnych danych dotyczących osób żyjących, wykazano 13 mężczyzn o imieniu Wiktorian nadanym jako imię pierwsze oraz 14 mężczyzn noszących imię Wiktorian jako imię drugie.
Wiktorian imieniny obchodzi:
- 12 stycznia, jako wspomnienie św. Wiktoriana, opata z Asán,
- 6 marca[5],
- 23 marca[2], jako wspomnienie św. Wiktoriana, wspominanego razem ze św. Frumencjuszem i innymi,
- 12 kwietnia[5],
- 16 maja[2], jako wspomnienie św. Wiktoriana, wspominanego razem ze św. Akwilinem,
- 10 czerwca, jako wspomnienie św. Wiktoriana, męczennika afrykańskiego,
- 28 lipca[5],
- 26 sierpnia[2], jako wspomnienie św. Wiktoriana, wspominanego razem ze św. Symplicjanem, Faustynem i innymi świętymi[6],
- 1 września[5]
- 17 października[5].

## Imię Wiktorian w innych językach[7]
- łacina – Victorianus,
- język angielski – Victorian,
- język francuski – Victorien,
- język niemiecki – Victorian, Viktorian,
- język włoski – Vittoriano.